# Eremophygus pachyloides
Eremophygus pachyloides är en skalbaggsart som beskrevs av Ohaus 1925. Eremophygus pachyloides ingår i släktet Eremophygus och familjen Rutelidae. Inga underarter finns listade i Catalogue of Life.